# كيني روجرز (لاعب كرة قاعدة)
كيني روجرز (بالإنجليزية: Kenny Rogers)‏ هو لاعب كرة قاعدة أمريكي، ولد في 10 نوفمبر 1964 في سافانا في الولايات المتحدة.

## وصلات خارجية
- كيني روجرز على موقع دوري كرة القاعدة الرئيسي (الإنجليزية)
- كيني روجرز على موقعبيزبول رفرنس.كوم (الدوري الرئيسي) (الإنجليزية)
- كيني روجرز على موقعبيزبول رفرنس.كوم (الدوري الثانوي) (الإنجليزية)
- كيني روجرز على موقع إي إس بي إن.كوم (أم.أل.بي) (الإنجليزية)
- كيني روجرز على موقع مشجعي الرسوم البيانية (الإنجليزية)
- كيني روجرز على موقع IMDb (الإنجليزية)